# Licence d'administration publique
La licence d'administration publique (ou LAP) est un diplôme universitaire français de mention droit, économie et gestion. L'objectif de cette formation est d'inculquer une forte culture administrative et juridique, mais aussi plus particulièrement de préparer les concours de catégorie A et B de la fonction publique.  

## Présentation
La licence d'administration publique est un diplôme national qui relève de la mention Droit, Économie, Gestion et peut selon les universités être rattachée soit à une licence de droit (Université Paris Panthéon-Assas II, Université Lumière Lyon II ou Université Jean Monnet Saint-Étienne), à une licence AES (Université de Poitiers ou Université Sorbonne Paris Nord) ou à une licence de management public (Institut de management public et de gouvernance territoriale de l'Université d'Aix-Marseille). Les effectifs de cette formation sont très réduits par rapport à une licence classique de droit ou d'économie. Les enseignements s'organisent en une série de cours magistraux et une série de travaux dirigés. Les cours magistraux sont exclusivement réservés aux cours théoriques alors que les travaux dirigés sont réservés aux cours pratiques (cas pratique, note de synthèse). Il faut toutefois noter que beaucoup de travaux dirigés servent également à dispenser un ou des cours en complément des cours magistraux. La licence d'administration publique peut également se faire à distance avec le Centre national d'enseignement à distance (en partenariat avec l'Université de Poitiers).  
La licence d'administration publique permet la poursuite d'études en master dans le domaine droit, économie et gestion (administration publique, droit, management public, science politique, AES). 
La licence d'administration publique rattachée à une licence de droit se compose essentiellement d'un programme à prédominance juridique notamment en droit public. La poursuite d'études en droit et tout particulièrement en droit public est donc très largement accessible. 
La Licence d'administration publique permet de préparer à une multitude de concours de la fonction publique tel que le concours d'inspecteur des finances publiques, d'inspecteur du travail et avec de très bon taux de réussite par rapport à d'autres filières universitaires ou de l'enseignement supérieur en général. La poursuite d'études en master se fait surtout en master d'administration publique et en master de droit public mais un accès en master de science politique, d'économie ou de droit privé n'est pas exclue. 

## Mode d'accès
Il existe deux niveaux d'admission en licence d'administration publique, c'est une filière très sélective notamment dû au nombre de places très limité :
- L'admission en première année (L1) : L'admission en licence d'administration publique en L1 se fait sur dossier. On peut l'intégrer après le baccalauréat ou un diplôme équivalent en la choisissant sur Parcoursup pour les lycéens de terminale, les bacheliers et les étudiants en réorientation.
- L'admission en troisième année (L3) : Elle est ouverte à tout étudiant sur dossier ayant obtenu l'équivalent d'un niveau bac + 2 (L2, étudiants des classes préparatoires économiques, littéraires ou scientifiques, DUT ou BTS, ou titre RNCP de niveau 3).

## Matières enseignées
- Droit constitutionnel (institutions politiques et régime de la Ve République).
- Droit administratif (institutions administratives, droit administratif général, droit de la fonction publique ou autres droits spéciaux).
- Finances Publiques
- Droit fiscal
- Droit européen public
- Droit international public
- Droit des collectivités territoriales
- Droit civil
- Droit pénal
- Droit du travail
- Droit des ressources humaines publiques
- Droit hospitalier
- Politiques publiques et économiques
- Économie générale et histoire de la pensée économique
- Histoire politique et administrative
- Relations internationales ou problèmes internationaux contemporains
- Langues étrangères (anglais, allemand, espagnol ou italien)
- Méthodes (QCM, QRC) en culture générale, droit public, science politique et économie

## Établissements proposant une LAP
- Université d'Angers (sur dossier après un bac)
- Université d'Aix-Marseille[1] (sur dossier après un bac +2)
- Université de Bourgogne (sur dossier après un bac + 2)
- Université des Antilles et de la Guyane (sur dossier après un bac)
- Université d'Avignon et des Pays de Vaucluse  (sur dossier après un bac + 2)
- Université de Bordeaux (sur dossier après un bac + 2)
- Université de Bourgogne (sur dossier après un bac + 2)
- Université de Caen (en trois années)
- Université Jean Monnet Saint-Étienne (sur dossier après un bac et sur dossier après un bac +2)
- Université Lille II - (sur dossier après un bac +2)
- Université de Limoges (sur dossier après un bac + 2)
- Université de Lyon II (sur dossier après un bac et sur dossier après un bac + 2)
- Université de Metz - Paul Verlaine  (sur dossier après un bac + 2)
- Université Montpellier I (sur dossier après un bac)
- Université de Nantes (sur dossier après un bac)
- Université Paris I - Panthéon Sorbonne (sur dossier après un bac + 2)
- Université Paris VIII - Saint-Denis (en trois années)
- Université Paris X - Nanterre  (sur dossier après un bac + 2)
- Université Paris XII Val-de-Marne  (sur dossier après un bac + 2)
- Université Paris XIII - Paris Nord (sur dossier après un bac + 2)
- Université Perpignan Via Domitia (sur dossier après un bac +2)
- Université de Poitiers (sur dossier après un bac + 2)
- Université de La Réunion  (sur dossier après un bac + 2)
- Université de Rouen  (sur dossier après un bac + 2)
- Université de Tours  (sur dossier après un bac + 2)
- Université de Valenciennes  (sur dossier après un bac + 2)
- Université de Reims  (sur dossier après un bac + 2)
- Université de Savoie  (sur dossier après un bac)
- Université du Littoral Côte d'Opale (sur dossier après un bac + 2)
- IPAG de Paris II (sur dossier après un bac + 2)
- IPAG de Strasbourg (sur dossier après un bac + 2)
- IPAG de Nancy (sur dossier après un bac + 2)
- IPAG de Clermont-Ferrand (sur dossier après un bac + 2)
- IPAG d'Amiens (sur dossier après un bac + 2)
- IPAG de Brest (sur dossier après un bac + 2)